# Ярмино
Ярмино (мар. Ярмиҥга; баш. Йәрмиә) — село в Дюртюлинском районе Башкортостана, входит в состав Маядыковского сельсовета.  

## Население
| 2002 | 2009 | 2010 |
| ---- | ---- | ---- |
| 397  | ↗458 | ↘0   |

Национальный состав
Согласно переписи 2002 года, преобладающая национальность — марийцы (67 %). В деревне также живут башкиры и татары.

## Географическое положение
Расстояние до:
- районного центра (Дюртюли): 21 км,
- центра сельсовета (Миништы): 5 км.
- ближайшей ж/д станции (Янаул): 100 км.

## Известные личности
- Гузаль Ситдыкова — российский общественный и политический деятель, переводчик,член Союза писателей Республики Башкортостан и РФ (1995), лауреат республиканской премии им. Хадии Давлетшиной корнями из этой деревни. Ее мать Ситдикова Факия Ситдиковна родилась в Ярмино[5]